# Georges et Junior
Georges et Junior
(George and Junior en version originale) sont deux personnages de dessins animés créés par Tex Avery pour la Metro-Goldwyn-Mayer en 1946, personnages d'ours nés dans Henpecked  Hoboes.

## Les personnages
Georges et Junior sont deux ours anthropomorphes de dessin animé inspirés par les personnages George et Lennie dans le roman Des souris et des hommes de John Steinbeck (publié en 1937). Ils sont créés par Tex Avery pour la Metro-Goldwyn-Mayer, après qu’Avery a terminé avec son personnage de Screwy Squirrel (Casse-noisettes). Georges est le petit et intelligent, Junior est le grand et bête. Ils apparaissent pour la première fois en 1946 dans le cartoon Henpecked  Hoboes.
Dans ce dessin animé, ils ont déjà les caractéristiques qui les définissent : un petit crâne élevé et un museau important et allongé, avec une grosse truffe ronde et noire. Ils portent chacun un simple gilet et une paire de gants blancs. Dans les deux dessins animés de 1995 où le duo renait, leur apparence et leur habillement s'inspirent fortement de ces caractéristiques. En revanche, dans Half-Pint Pygmy de 1948, les deux personnages, redessinés, ont une apparence plus proche d'ours traditionnels et « mignons ». 
Le gag récurrent dans la série consiste en Georges qui, après avoir présenté un plan pour remédier à une situation mais que Junior vient gâcher accidentellement, dit à Junior de pencher le bas du dos à sa hauteur pour le frapper d'un puissant coup de pied (Junior obéissant avec une appréhension bien compréhensible).

## Voix
Les voix de Georges et Junior ont toutes deux été interprétées par Dick Nelson.
Mais Jack Mather a fait leurs voix pour leur quatrième dessin animé Le Pygmée demi-portion.
Dans le doublage français, ils sont interpétés par Patrick Guillemin et Gérard Surugue.

## Filmographie
Selon Don Markstein de Toonopedia :
- 1946 : Henpecked Hoboes
- 1947 : Hound Hunters (George et Junior vagabonds)
- 1947 : Red Hot Rangers
- 1948 : Le Pygmée demi-portion[5] (Half-Pint Pygmy) (cartoon censuré car caricaturant une minorité ethnique)
- 1995 : Look Out Below (9 avril 1995)
- 1995 : George and Junior's Christmas Spectacular (23 juillet 1995)

Le dessin animé Lucky Ducky (9 octobre 1948) devait aussi mettre en scène Georges et Junior, avant d'être remplacés finalement par un duo de chiens sans noms.